# Frederik Adolf van Spaen van Schouwenburg
Frederik Adolf baron van Spaen van Schouwenburg (Breda, 8 oktober 1781 – Oldebroek, 5 december 1837) was een Nederlands burgemeester van de gemeente Oldebroek.

## Leven en werk
Van Spaen, lid van de familie Van Spaen, was de zoon van Adolf Peter Carel des H.R.Rijksvrijheer van Spaen, heer van Hulshorst en Schouwenburg, en Sophia Philippina van Voorst. 
Hij trouwde in 1804 met Georgetta Jacoba Tamina Adriana von Falck. Samen kregen zij een dochter: Louise Adolphine Marie Sophia barones van Spaen van Schouwenburg die trouwde met Henricus Boonzaaijer van Jeveren. Na het overlijden van zijn eerste vrouw in 1825 hertrouwde Van Spaen te Rheden op 8 juni 1826 met Louisa Jacoba barones Van Eck Van Overbeek.
Van Spaen was in 1811 korte tijd burgemeester van Doornspijk, daarna was hij tot 1817 burgemeester van Oldebroek. Van 1814 tot 1837 was hij lid van de Provinciale Staten van Gelderland en lid van de Ridderschap van Gelderland. Tevens was hij kamerheer honorair van Koning Willem I.
Op 29 en 30 maart 1814 was Van Spaen aanwezig bij de Vergadering van Notabelen in Amsterdam, waar besloten werd over de ontwerp-Grondwet van het jonge Koninkrijk der Nederlanden.

## Landgoed Schouwenburg

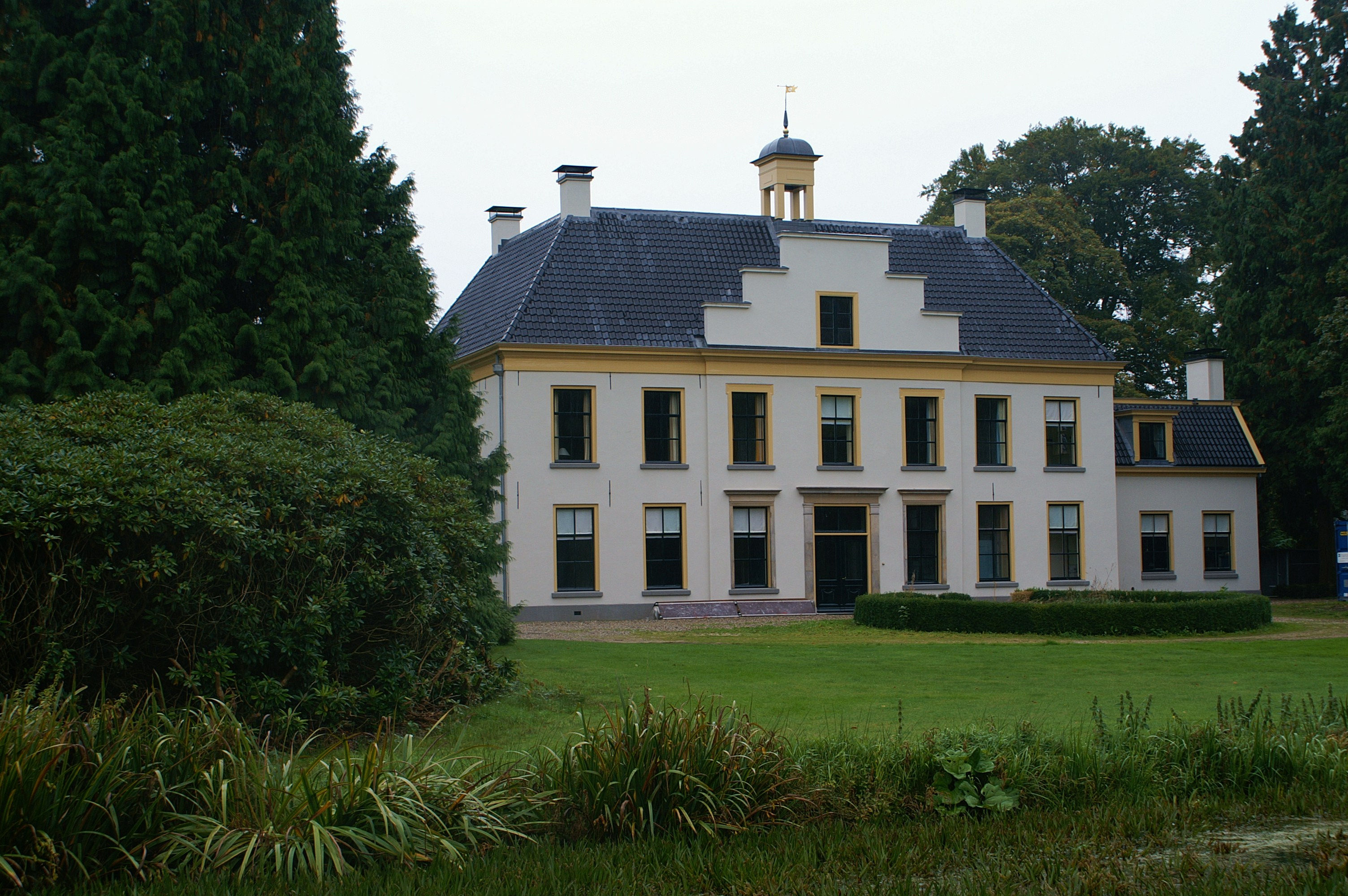
Landgoed Schouwenburg

In 1779 kwam landgoed Schouwenburg, tussen ’t Harde en Elburg in handen van de familie Van Spaen. Na een tussentijdse bewoning door Gerrit Piper, betrok in 1808 het gezin van Frederik Adolf het landgoed. In 1821 kocht hij ook het naastgelegen landgoed Zwaluwenburg, maar in 1836 deed hij deze weer van de hand. Enkele jaren later verkocht hij ook landgoed Schouwenburg, waarna het via enkele andere bewoners in handen kwam van Johannes Galenus Willem Hendrik van Sytzama.
- Biografisch Portaal: 84106413
- Parlement.com: vg09llwp3biy